# Gustavo Santaolalla
Gustavo Santaolalla (El Palomar, Buenos Aires, 1952) és un compositor, músic i productor musical argentí guanyador dues vegades del premi Oscar. Santaolalla amb freqüència combina elements de música rock, soul, ritmes africans i música popular llatinoamericana. Avui en dia és un dels músics més populars en l'escena llatinoamericana.

## Biografia
Santaolalla va néixer a Ciudad Jardín Lomas del Palomar, Argentina. i va créixer durant el govern de la junta militar argentina i el període més tard conegut per la guerra bruta. La seva carrera professional a la música va començar el 1967, quan va cofundar el grup Arco Iris. Va deixar el grup el 1975.
Al final dels anys 90 va començar la seva carrera com a compositor de bandes sonores per a pel·lícules com Amores perros, 21 grams o Diarios de motocicleta. Un dels seus treballs més recents ha estat la part instrumental de la banda sonora de la pel·lícula Brokeback Mountain per la qual va guanyar l'Oscar. D'aquesta banda sonora, Love That Will Never Grow Old va guanyar el Globus d'Or i un altre per Babel, per la qual va rebre un altre Oscar, per segona vegada consecutiva. Actualment està assentat a l'estat de Califòrnia (Estats Units).

## Filmografia
- Norita (2024)
- Pedro Páramo (2024)
- Mi dulce niña  (Liebes kind, 2023) (Sèrie)
- The Last of Us (2023) (Sèrie)
- The House (2022)
- The Last of Us Part II (2020)
- Narcos: Mexico (2018) (Sèrie)
- Before the Flood (2016)
- Borrowed Time (2015) (Curtmetratge d'animació)
- Making a Murderer (2015) (Sèrie documental)
- El Libro de la Vida (2014)
- Relatos salvajes (2014)
- The Last of Us (2013) (videojoc)
- August: Osage County (2013)
- Néstor Kirchner, la película (2012)
- On the Road (2012)
- Eva de la Argentina (2011)
- Les yeux de sa mère (2011)
- Dhobi Ghat (Mumbai Diaries) (2010)
- Biutiful (2010)
- Rolling with Stone (2010) (Documental)
- The Sun Behind the Clouds: Tibet's Struggle for Freedom (2010) (Documental)
- Nanga Parbat (2010)
- I Come with the Rain (2009
- My Blueberry Nights (2008)
- Linha de Passe (2008)
- Babel (2006)
- Fast Food Nation (2006) - versió de la seva cançó "Iguazu".
- Brokeback Mountain (2005)
- North Country (2005)
- Yes (2005)
- Salinas grandes (2004) (TV)
- Rendezvous (2004)
- Diarios de motocicleta (2004)
- 21 Grams (2003)
- Amores perros (2000)
- El dilema (1999) - versió de la seva cançó "Iguazu".
- She Dances Alone (1981)